# Talp musaranya petit japonès
El talp musaranya petit japonès (Dymecodon pilirostris) és una espècie de mamífer de la família dels tàlpids. És endèmic del Japó.
És l'única espècie del gènere Dymecodon. Recentment se'l retirà del gènere Urotrichus.